# انریکو بونیفورتی
انریکو بونیفورتی (انگلیسی: Enrico Boniforti; ۷ دسامبر ۱۹۱۷ – ۱۸ اکتبر ۱۹۹۱) بازیکن فوتبال اهل ایتالیا بود.
از باشگاه‌هایی که در آن بازی کرده‌است می‌توان به باشگاه فوتبال یوونتوس، باشگاه فوتبال کرمونزه، باشگاه فوتبال آ.ث. میلان، باشگاه فوتبال پالرمو، و باشگاه فوتبال وارزه اشاره کرد.